# Skudår
Et skudår er et år der er forlænget i forhold til andre normalår. Forskellige kalendersystemer har opereret med forskellige antal skuddage. Hvis det kun er en enkelt dag, der tilføjes til kalenderen i et skudår (se nedenfor), kaldes dagen for en skuddag.
I den moderne vestlige gregorianske kalender og dens forgænger, den julianske kalender, indebærer et skudår at året har 366 dage, i stedet for de normale 365. Andre kalendere har andre mekanismer, der også kaldes skudår; for eksempel har den hebraiske kalender skudmåneder i stedet for skuddage, således at de fleste år har 12 måneder men visse år har 13. Ved skudår i både den gregorianske og julianske kalender har februar 29 dage i stedet for 28, men betingelserne for hvornår skudåret indtræffer er forskellige.
Oprindeligt var det sådan at den ekstra dag, skuddagen, ikke var den 29., men den 24. februar, og der var to den 24. februar i træk. I dag betragtes 29. februar som skuddag, se illustrationen. Dette har tidligere haft betydning, da det var udbredt at anvende dagnavne[kilde mangler], i dag hvor denne brug er nærmest faldet væk er dette dog ikke af praktisk betydning.
I den julianske kalender er et år skudår, hvis årstallet er deleligt med 4. Dette er i den gregorianske udvidet således at dette ikke gælder for årstal der er delelige med 100, bortset fra dem, der er delelige med 400 som alligevel er skudår. År 1900 var således ikke et skudår, men år 2000 var. Et år i den gregorianske kalender varer således, i gennemsnit over en periode på 400 år, 365 + 1⁄4 − 1⁄100 + 1⁄400 = 365,2425 dage.
Udover den helt regelrette anvendelse af skudår, korrigeres der med ujævne mellemrum for små variationer i Jordens omdrejningshastighed om egen akse (døgn) ved indsættelse af et skudsekund. Dette fænomen har dog ikke noget at gøre med Jordens omdrejningstid om Solen (år).

## Formål
Skudåret er indført for at sikre, at kalenderen ligger fast i forhold til årstiderne. Med en fast længde af året på 365 dage ville tidspunktet for forårsjævndøgn flytte sig én dag i løbet af ca. fire år. Efter 730 år ville kalenderen være skredet, så for eksempel sommer ville falde hvor vinter normalt falder.
Med et skudår hvert fjerde år (som i den julianske kalender) passer det næsten. De ekstra regler om at springe skudåret over ved århundredeskiftet og så alligevel have et skudår hvert 400. år er indført for at få det til at passe endnu bedre. Det blev dog først indført af pave Gregor 13. i 1582, så der var nået at komme en markant tidsforskel. Problemet blev løst ved simpelthen at fjerne 10 dage, og man gik derfor direkte fra den 4. oktober til den 15. oktober. Fordi dette skete kort efter reformationen, var de protestantiske og ortodokse lande modvillige til at følge paven, og skiftede derfor kun gradvist og længe efter over til den nye kalender.